# Klasztor Klarysek w Kłodzku
Klasztor Klarysek w Kłodzku – barokowy budynek wzniesiony przez bernardynów w roku 1665 obok kościoła św. Jerzego i św. Wojciecha. Klasztor położony jest przy ul. Łukasińskiego 34 i obecnie przebywają w nim klaryski. 

## Historia
Budynek został wzniesiony w latach 1664–1665 przez bernardynów. W roku 1810 klasztor uległ kasacie, a w budynku urządzono biura pruskiego garnizonu, mieszkania dla podoficerów i urzędników oraz szpital. W tym czasie klasztor został przebudowany. Wojsko przebywało w budynku do roku 1945. Po zakończeniu II wojny światowej do klasztoru wprowadziły się franciszkanki szpitalne. Ostatni remont przeprowadzono w latach 1977–1978. Obecnie w klasztorze przebywają klaryski od wieczystej Adoracji.

Decyzją wojewódzkiego konserwatora zabytków z dnia 29 listopada 1965 roku klasztor został wpisany do rejestru zabytków.

## Architektura
Klasztor jest budowlą wzniesioną na planie prostokąta i posiada wewnętrzny wirydarz. Skrzydła posiadają korytarz i jeden trakt pomieszczeń, są dwukondygnacyjne i nakryte dachami dwuspadowymi. W skrzydle wschodnim zachowały się cechy architektury gotyckiej. Elewacje są skromne i podzielone lizenami, a okna ujęte opaskami. We wnętrzach są sklepienia kolebkowe. Klasztor i stojący obok kościół są otoczone murem obronnym z XIV lub XV wieku.

## Galeria

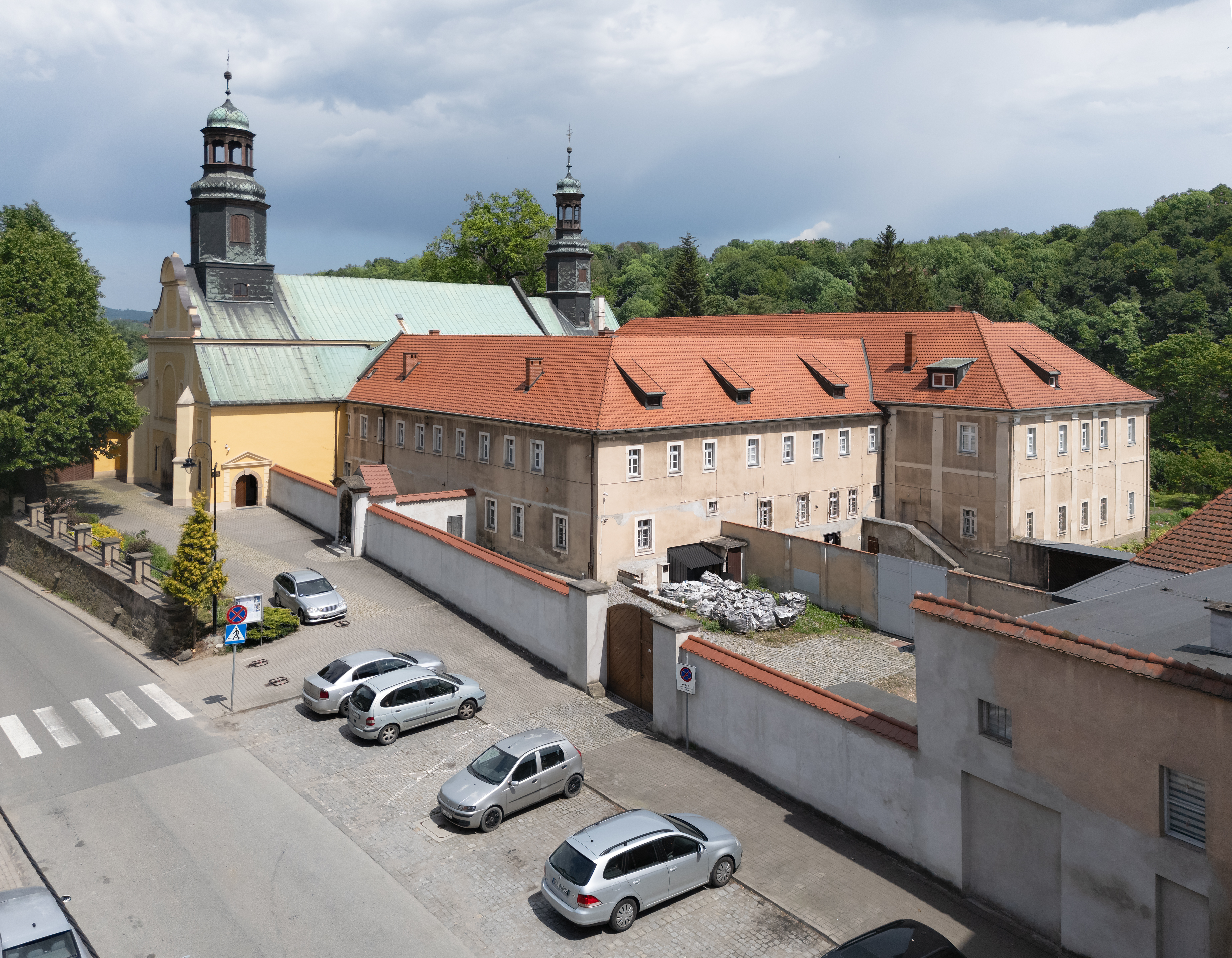
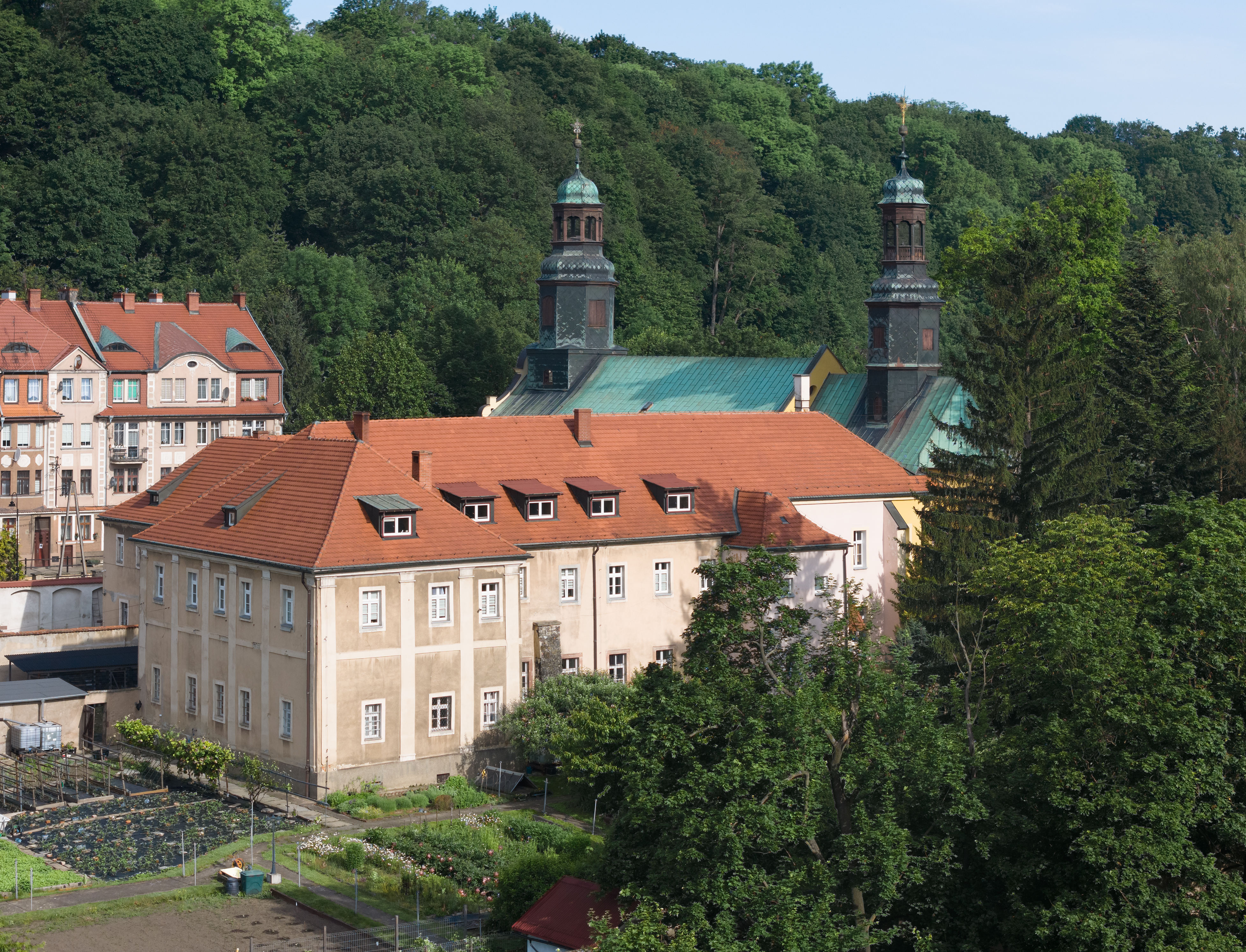
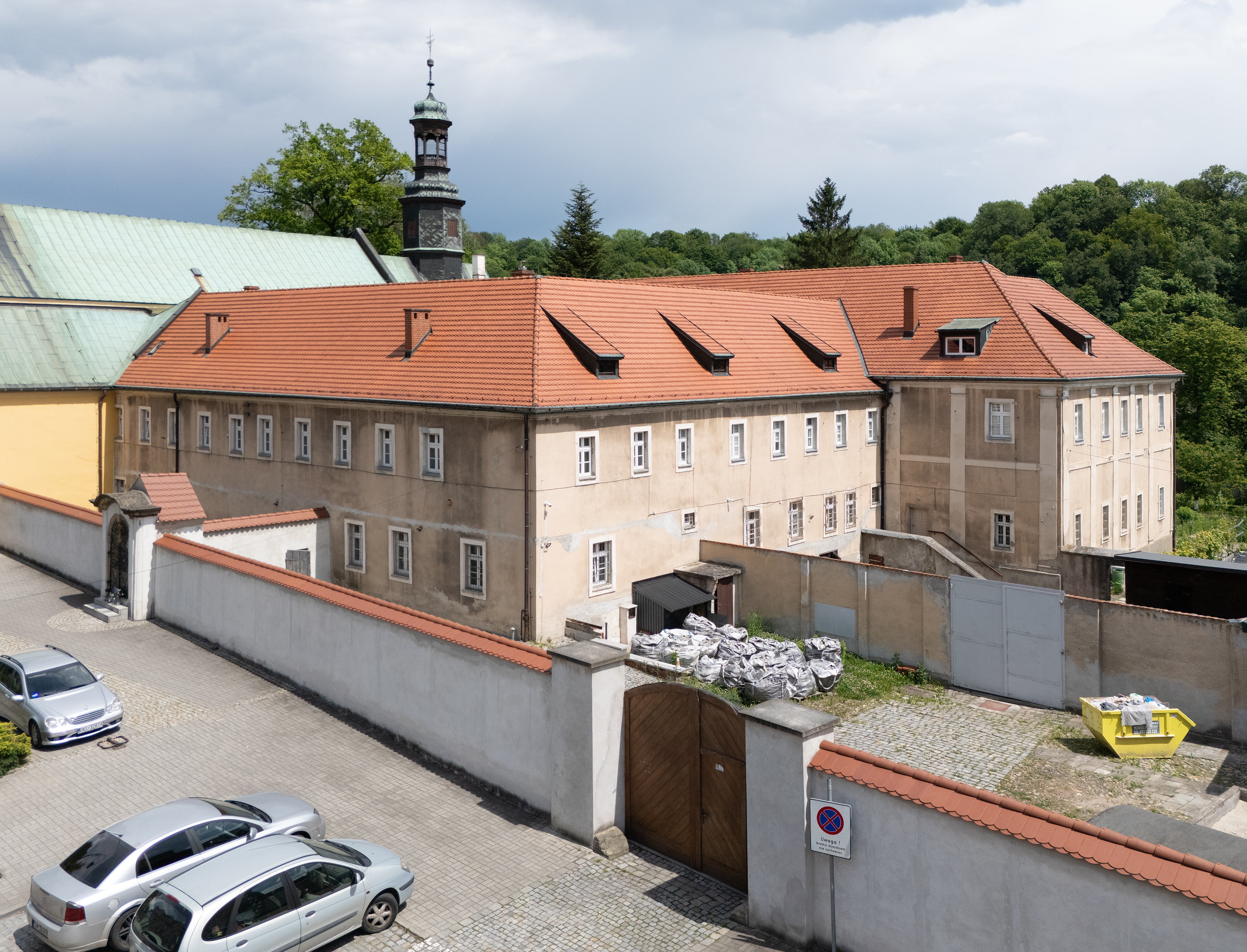
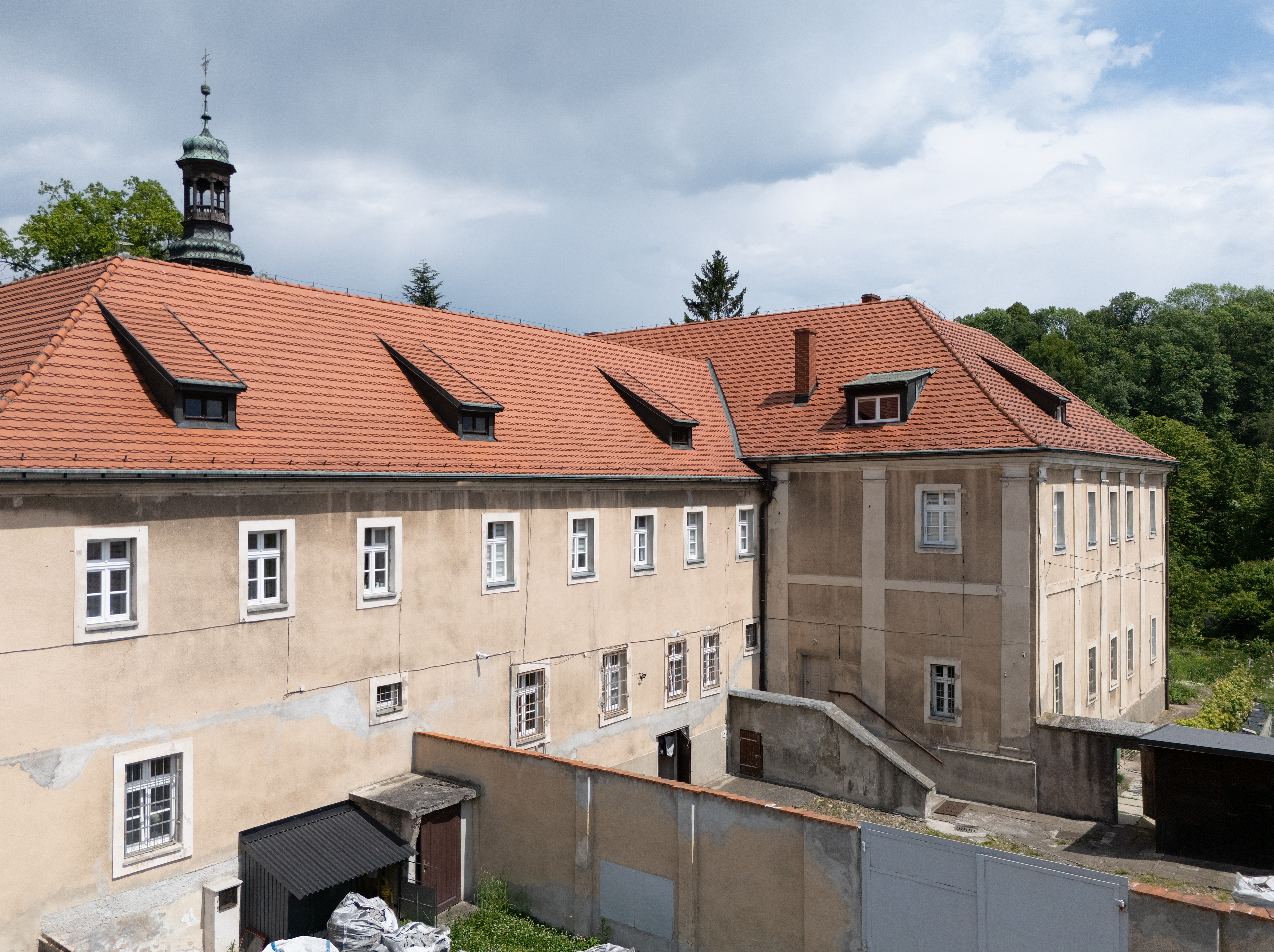
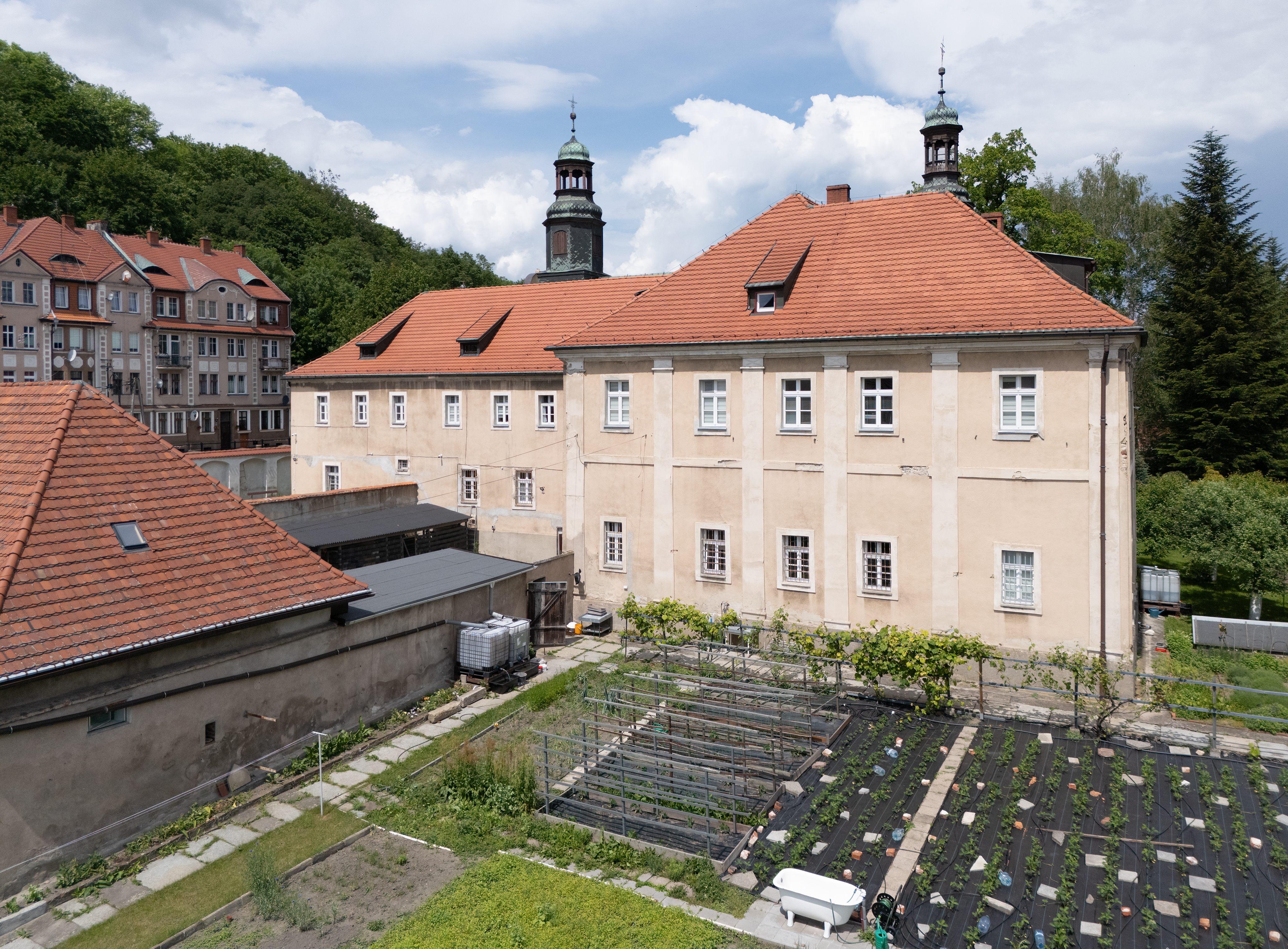
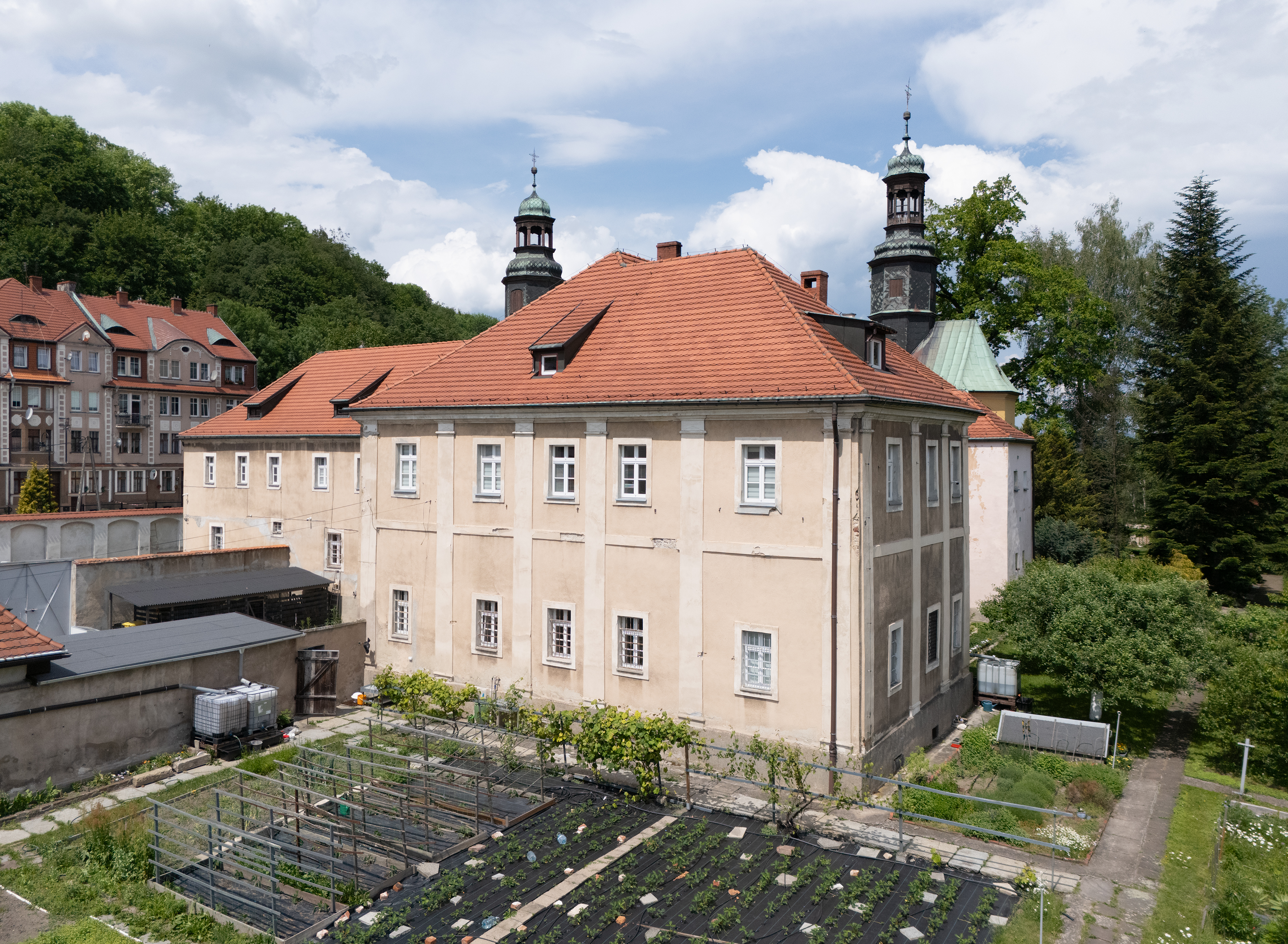
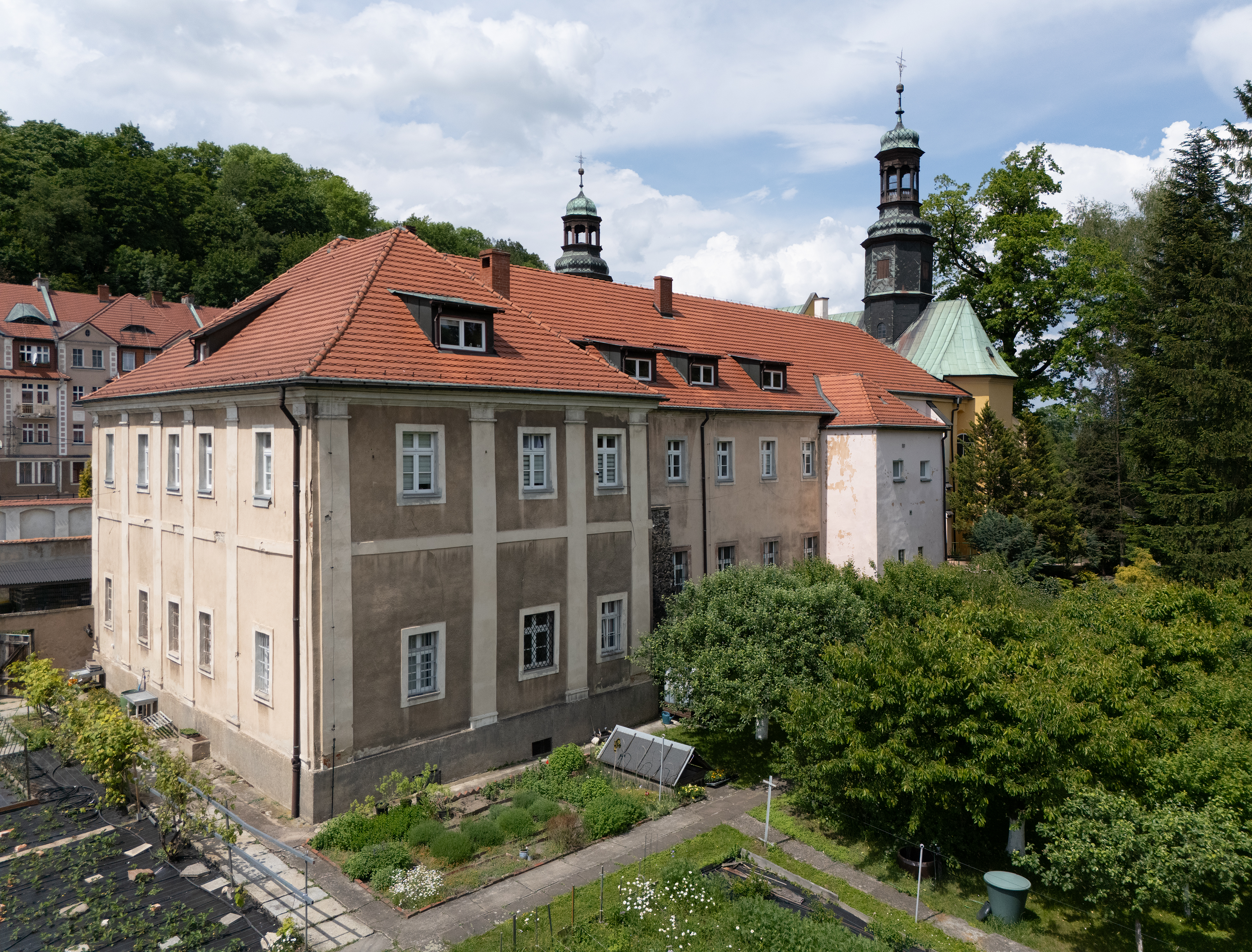
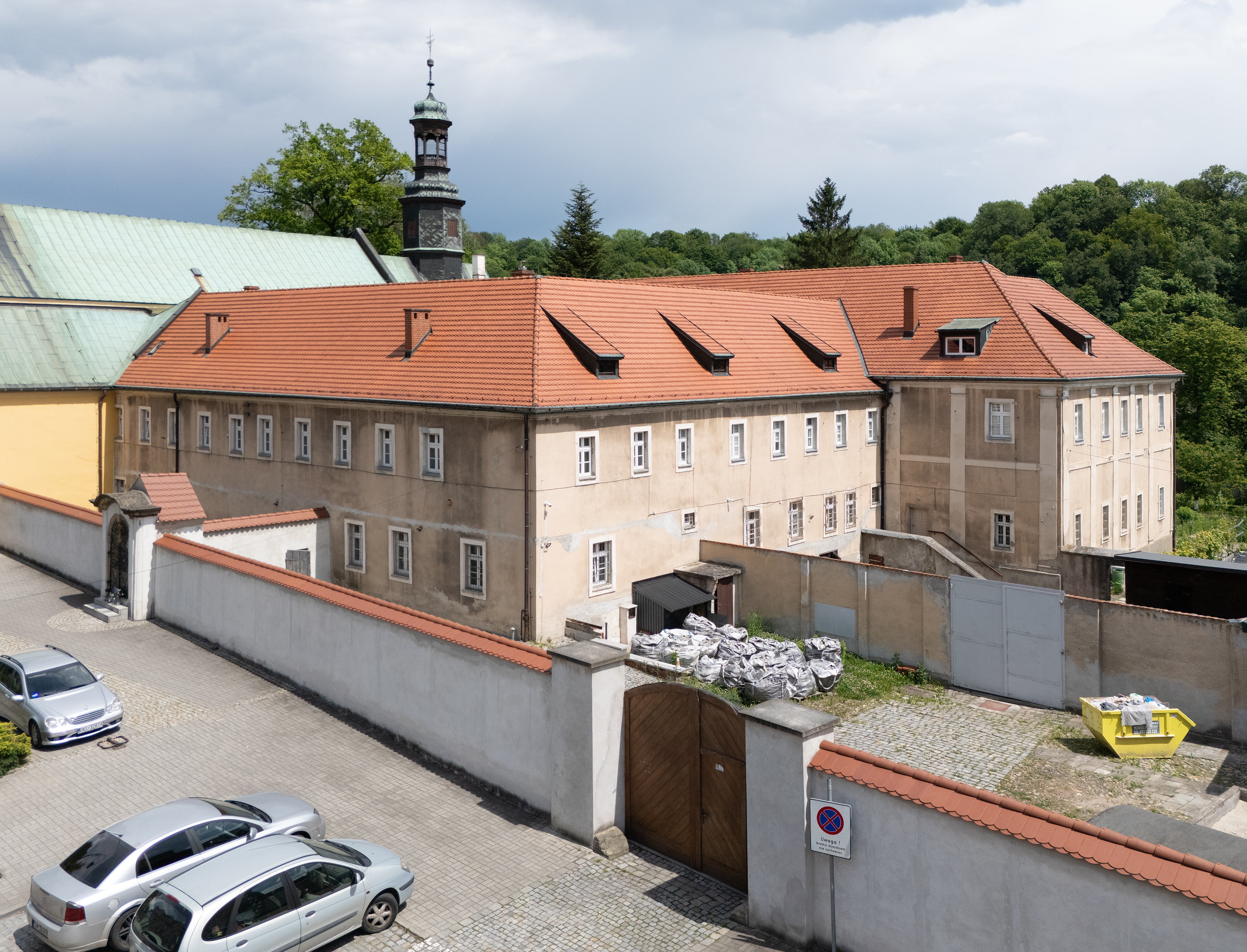